# Keszthelyi Zoltán
Keszthelyi Zoltán, született Rotschild Zoltán (Keszthely, 1909. december 1. – Budapest, 1974. június 10.) háromszoros József Attila-díjas költő, író, műfordító, újságíró.

## Élete
Keszthelyen született, munkáscsaládban. Középiskoláit magántanulóként végezte, s mint szövő-tanuló, fiatalon bekapcsolódott a munkásmozgalomba. Miután leérettségizett hivatalnokként helyezkedett el, majd a Reggeli Újság sportrovatához került. 1933-tól a Népszava munkatársaként dolgozott, s rendszeresen megjelentek versei is a lapban. A Nyugat, a Válasz és a Szép Szó című lapok is közölték írásait. Írói pályáját az 1934-ben megjelent Hangyaboly című kisregényével kezdte, amelyben felelevenítette az 1839-es kolerajárványt. Ezt a művét csak 1946-ban adták ki nyomtatásban a Dolgozók Lapjában. 1936-ban jelentette meg első verseskötetét, az Árkon-bokron át címmel. Az 1940-es évek első felében Angliában élt, ahol alkalmi munkákat vállalt. A második világháborút követően tért haza. 1945 és 1948 között könyvtárosként dolgozott a Fővárosi Szabó Ervin Könyvtárban, 1947–48-ban emellett Kassák Lajos Kortárs című folyóiratának munkatársa is volt, majd 1948-tól 1949-ig a Népművelési Központban dolgozott. 1949-től írásaiból élt. 1953 után érezhető válságba került. Az 1956-os forradalom idején is kitartott a kommunizmusba vetett hite mellett. Az 1961-ben kiadott Válogatott versek után költői világa mélyebb, filozofikusabb lett.
Elsősorban angol költők műveit fordította, Shakespeare szonettjeit, Walt Whitman költeményeit. 1959-ben megjelentette önálló műfordításkötetét Mindenki énekel címmel.
Sírja a Farkasréti temetőben található.

## Családja
Rotschild Mór ügynök és Schlesinger Ilona (1871–1941) fia. Anyai nagyapja Schlesinger Adolf.
Első felesége Kósa Kornélia volt, Kósa Dávid és Schwarz Karolina lánya, akivel 1935. augusztus 18-án Budapesten, a Ferencvárosban kötött házasságot. 1937-ben elváltak.

## Művei

### Verseskötetei
- Árkon-bokron át (versek, Budapest, 1936)
- Téli falu (versek, Budapest, 1941)
- Őszi csillagok (versek, Budapest, 1948)
- Az építés dicsérete (versek, Budapest, 1949)
- A boldog vár (versek, Budapest, 1951)
- Szépül a föld (versek, Budapest, 1954)
- Válogatott versek (Budapest, 1961)
- Feltámadt nyár (versek, Budapest, 1965)
- Az ősz gyertyái (versek, Budapest, 1968)
- Ébredj, öröm! (versek, Budapest, 1972)

### Prózai művei
- Nevenincs utca (regény, Budapest, 1964)
- Manchesteri közjáték (regény, Budapest, 1967)
- Futólépésben (elbeszélések, Budapest, 1971)
- A halászószemű ember. Illusztrálta: Reich Károly (elbeszélő költemény, Budapest, 1973)
- Megváltozott világ (regény, Budapest, 1974)
- Holnap folytatódik (önéletrajz, Budapest, 1969)

### Fordításai
- William Shakespeare szonettjei Keszthelyi Zoltán fordításában. A borítót és a könyvdíszletet Fery Antal tervezte. (Budapest, 1943)
- Vicki Baum: Cahouchu. I–II. kötet; fordította Keszthelyi Zoltán (regény, Budapest, 1946)
- Walt Whitman költeményei. Ford. (Budapest, 1947)
- Eric Linklater: Az állhatatos tengerész. Regény. Ford. Ill. Toncz Tibor. (Budapest, 1948)
- Howard Fast: A szabadság útja. Fordította K. Z. (regény, Budapest, 1949)
- Howard Fast: Az utolsó határ. Fordította K. Z. (regény, Budapest, 1949; 2. kiadás: 1950)
- Howard Fast: Amerikaiak. Fordította K. Z. (regény, Budapest, 1950)
- Emma Vigodszkaja: Veszedelmes szökevény. Fordította Zoltán Lajossal. (regény, Budapest, 1950)
- Hősök. Elbeszélések. (A Néphadsereg Kiskönyvtára. 5. A HM Politikai Főcsoportfőnökség kiadványa. Budapest, 1950)
- Szamuil Marsak: Békeőrség. Versek. Fordította Keszthelyi Zoltán. Oreszt Verejszkij rajzaival (Az Országos Béketanács kiadványa. Budapest, 1951)
- Frantisek Hrubin: Szedjünk, szedjünk virágot! Gyermekversek. Ford. Ill. Homolka, O. (Budapest, 1952)
- Howard Fast: Clarkton (regény, Budapest, 1955)
- Howard Fast: Az utolsó határ. Regény. Ford. Ill. Végh Dezső (Olcsó Könyvtár. 3. kiadás: Budapest, 1955)
- Carl August Sandburg: Válogatott versek. Fordította: K. Z., a kísérő tanulmányt írta Lutter Tibor (Budapest, 1958)
- Shakespeare: Szonettek. Fordította és az utószót írta. (Budapest, 1959)
- Mindenki énekel. Keszthelyi Zoltán műfordításai. (Budapest, 1959)
- Shakespeare: Szonettek. Fordította: Keszthelyi Zoltán. (A líra gyöngyszemei. Szeged, 2000; 2. kiadás: 2003)

## Díjai, elismerései
- József Attila-díj (1951, 1954, 1958)
- Munka Érdemrend arany fokozata (1969)